# تلوچال
تلوچال، روستایی است از توابع بخش مرکزی شهرستان کلاردشت در استان مازندران ایران.

## جمعیت
این روستا در دهستان کلاردشت غربی قرار دارد و براساس سرشماری مرکز آمار ایران در سال ۱۳۹۵، جمعیت آن ۲۰۵ نفر (۷۷خانوار) بوده‌است. مردم تلوچال از قومیت طبری هستند. مردم تلوچال به زبان طبری و گویش کلارستاقی سخن می‌گویند.